# マルっと!
『マルっと!』は、2020年9月28日からテレビ長崎で放送されている夕方のローカル情報番組である。 

## 概要
2020年9月18日まで放送されていた『ヨジマル!』と同年9月25日まで放送されていた『KTN Live News it!』平日版（第1期）を統合した後継番組。
『ヨジマル!』と『KTN Live News it!』（ケイティーエヌ ライブニュースイット!）を組み合わせて、『マルっと!』となっている。同月28日から放送開始。
フジテレビ発の『Live News イット!』の一部（第2部及び第3部の一部、詳細はタイムテーブルを参考）を「全国ニュース」として合間にはさむ番組構成となっている。なお、週末版は、引き続き『KTN Live News イット!』として放送。
2021年4月5日にタイトル以外を全面刷新するリニューアルが行われ、放送時間も変更されたことで『Live News イット!』は本番組の前座の時間帯（15:45 - 16:50）で第1部全編を単独番組扱いでネットするようになった。また、2022年7月頃から、第2部の一部、第3部のエンディング（木曜日を除く）もネットするようになった。
2023年5月29日から、前座番組として放送されていた『Live News イット!・第1部』のネットを打ち切り。
2023年7月3日より放送開始時刻が20分繰り下がり、17時10分スタートとなったため、『Live News イット!・第2部』の冒頭部分ネット受けを打ち切り。

当番組の第2部にあたる部分は、2024年4月1日から『KTN Live News イット!・平日版（第2期）』に後継されるため、放送時間が17時48分まで短縮される。

## 放送時間
- 平日 16:25 - 19:00（2020年9月28日 - 2021年3月26日）
- 平日 16:50 - 19:00（2021年4月5日 - 2023年6月30日）
- 平日 17:10 - 19:00（2023年7月3日 - 2024年3月22日）
- 平日 17:10 - 17:48[6][3]（2024年4月1日 - 2024年10月4日）
- 平日 16:10 - 16:48（2024年10月7日 - 2025年3月21日）
- 水 - 金曜日 16:10 - 16:48（2025年4月2日 - ）

## 出演者

### MC
- 平仙浩教（ - 2021年3月24日は水曜担当→2022年10月3日 - 2023年6月28日は、月曜 - 水曜→2023年7月3日は、月曜 - 金曜[9]）
- 松下南美（2023年4月10日 - 月、火、水曜日MC[10]。）
- 小田久美子（2023年4月14日 - 木、金曜日MC[10]。元KTNアナウンサーで、フリーの立場で出演）

#### 天気予報
- 松田貢児（気象予報士）（2021年4月5日 - ）

### リポーター[2][7]
- 大村咲子（ - 2022年6月30日はMC担当、退社後はリポーターへ[11]）
- 宮崎大智
- 松崎玲奈

### ゲストコメンテーター
- 大原由軌子

### その他の出演者
- 長崎亭キヨちゃんぽん
- 河内隆太郎（チンドンかわち屋）
- 嶋田琴子（チンドンかわち屋）
- 山口広助

### 過去の出演者
『ヨジマル!』に出演していたゲストやメンバーは引き続き続役となり、男性アナウンサーは日替わりキャスターとなっていた。
| 期間      | 期間      | 男性            | 男性            | 男性            | 男性            | 男性            | 女性              | 女性              | 女性              | 女性              | 女性              |
| 期間      | 期間      | 月曜            | 火曜            | 水曜            | 木曜            | 金曜            | 月曜              | 火曜              | 水曜              | 木曜              | 金曜              |
| --------- | --------- | --------------- | --------------- | --------------- | --------------- | --------------- | ----------------- | ----------------- | ----------------- | ----------------- | ----------------- |
| 2020.9.28 | 2021.3.26 | 吉井誠          | 後藤綾太        | 平仙浩教        | 烏山拓巳        | 磯部翔          | 琴岡美紅          | 琴岡美紅          | 琴岡美紅          | 琴岡美紅          | 琴岡美紅          |
| 2021.4.5  | 2022.7.1  | 吉井誠          | 吉井誠          | 吉井誠          | 吉井誠          | 吉井誠          | 大村咲子 川波美幸 | 大村咲子 川波美幸 | 大村咲子 川波美幸 | 大村咲子 川波美幸 | 大村咲子 川波美幸 |
| 2022.7.4  | 2022.9.30 | 吉井誠          | 吉井誠          | 吉井誠          | 吉井誠          | 吉井誠          | 本田舞 中村葉月   | 本田舞 中村葉月   | 本田舞 中村葉月   | 本田舞 中村葉月   | 本田舞 中村葉月   |
| 2022.10.3 | 2023.4.7  | 平仙浩教        | 平仙浩教        | 平仙浩教        | 烏山拓巳        | 烏山拓巳        | 中村葉月          | 中村葉月          | 中村葉月          | 本田舞            | 本田舞            |
| 2023.4.10 | 2023.6.30 | 平仙浩教        | 平仙浩教        | 平仙浩教        | 烏山拓巳        | 烏山拓巳        | 松下南美          | 松下南美          | 松下南美          | 小田久美子        | 小田久美子        |
| 2023.7.3  | 2024.3.29 | 磯部翔 平仙浩教 | 磯部翔 平仙浩教 | 磯部翔 平仙浩教 | 磯部翔 平仙浩教 | 磯部翔 平仙浩教 | 松下南美          | 松下南美          | 松下南美          | 小田久美子        | 小田久美子        |
| 2024.4.1  | 現在      | 平仙浩教        | 平仙浩教        | 平仙浩教        | 平仙浩教        | 平仙浩教        | 松下南美          | 松下南美          | 松下南美          | 小田久美子        | 小田久美子        |

- 城井静梨 （リポーター）
- 森真奈美（リポーター）
- 黒田麻梨奈
- 竹井りさ
- 高森順子

## タイムテーブル

### 過去（2023年7月3日 - 2024年3月29日）
| 時刻     | 放送内容                   | 備考                                                                                                  |
| -------- | -------------------------- | --- |
| 17:10    | マルっと!                  | ゲストコメンテーター・リポーターは17:48までの出演となる。                                             |
| 17:48    | FNN Live News イット!      | フジテレビ発の全国ネット枠                                                                            |
| 18:09:30 | 18時台オープニング         | MC・ニュースキャスター・気象予報士のみ出演                                                            |
| 18:42    | マルっと! エンディング     | 木曜以外                                                                                              |
| 18:45:30 | Live News イット!・第3部   | フジテレビからの任意ネット。 イット!のコーナー「まるっと!」をネット。                                 |
| 18:55    | マルっと! エンディング     | 毎週木曜日のみ                                                                                        |
| 18:56    | みジカなナガサキ（再放送） | 4月15日より木曜日のみ放送（番組を内包）                                                               |
| 19:00    | 番組終了                   | 【木曜以外】 Live News イット!を放送後 【木曜】 みジカなナガサキ放送後 ステブレレスで次の番組に移る。 |

### 過去（番組開始当初から2021年3月まで）
| 第1部（16:25 - 17:48） | 第1部（16:25 - 17:48）           | 第1部（16:25 - 17:48）                                                |
| 時刻                   | 放送内容                         | 備考                                                                  |
| ---------------------- | -------------------------------- | --------------------------------------------------------------------- |
| 16:25                  | オープニング                     |                                                                       |
| 16:50                  | Live News イット!・第2部         | フジテレビからの任意ネット。                                          |
| 17:12                  | マルっと!                        | ゲストコメンテーターは17:48までの出演となる。                         |
| 第2部（17:48 - 19:00） |                                  |                                                                       |
| 時刻                   | 放送内容                         | 備考                                                                  |
| 17:48                  | FNN Live News イット!            | フジテレビ発の全国ネット枠                                            |
| 18:09                  | 18時台オープニング               |                                                                       |
| 18:45                  | Live News イット!                | フジテレビからの任意ネット。 イット!のコーナー「まるっと!」をネット。 |
| 18:55                  | マルっと! エンディング・天気予報 |                                                                       |
| 19:00                  | 番組終了                         | 番組終了後、ステブレレスで次の番組に移る。                            |

### 過去（2021年4月5日から2022年9月30日まで）
| 時刻  | 放送内容                   | 備考                                                                  |
| ----- | -------------------------- | --------------------------------------------------------------------- |
| 16:50 | オープニング               |                                                                       |
| 17:48 | FNN Live News イット!      | フジテレビ発の全国ネット枠                                            |
| 18:09 | 18時台オープニング         |                                                                       |
| 18:45 | Live News イット!          | フジテレビからの任意ネット。 イット!のコーナー「まるっと!」をネット。 |
| 18:55 | マルっと! エンディング     | 4月15日より木曜日は1分間に短縮。                                      |
| 18:56 | みジカなナガサキ（再放送） | 4月15日より木曜日のみ放送（番組を内包）。                             |
| 18:58 | 天気予報                   | 4月15日より月曜日 - 水曜日と金曜日のみとなる。                        |
| 19:00 | 番組終了                   | 番組終了後、ステブレレスで次の番組に移る。                            |

### 過去（2022年10月3日 - 2023年6月30日）
| 時刻     | 放送内容                   | 備考                                                                                                  |
| -------- | -------------------------- | --- |
| 16:49:15 | オープニング               | 17:12.30 - 17:48までの主な内容を伝える。                                                              |
| 16:50    | Live News イット!・第2部   | フジテレビからの任意ネット。                                                                          |
| 17:12:30 | マルっと!                  | ゲストコメンテーター・リポーターは17:48までの出演となる。                                             |
| 17:48    | FNN Live News イット!      | フジテレビ発の全国ネット枠                                                                            |
| 18:09:30 | 18時台オープニング         | MC・ニュースキャスター・気象予報士のみ出演                                                            |
| 18:42    | マルっと! エンディング     | 木曜以外                                                                                              |
| 18:45:30 | Live News イット!・第3部   | フジテレビからの任意ネット。 イット!のコーナー「まるっと!」をネット。                                 |
| 18:55    | マルっと! エンディング     | 毎週木曜日のみ                                                                                        |
| 18:56    | みジカなナガサキ（再放送） | 4月15日より木曜日のみ放送（番組を内包）                                                               |
| 19:00    | 番組終了                   | 【木曜以外】 Live News イット!を放送後 【木曜】 みジカなナガサキ放送後 ステブレレスで次の番組に移る。 |

## 主なコーナー
2021年4月現在

### 現在のコーナー
一部のコーナーは前身の『ヨジマル!』及び『KTN Live News it!』から継承されており、『ヨジマル!』から継承されたコーナーは（Y）、『KTN Live News it!』から継承されたコーナーは（L）を付記する。
- 全曜日
  - 長崎天気 コージエン - 2021年4月より開始した気象予報士・松田貢児が担当する天気コーナー。17時台と18時台の2回放送される。
  - マルとぴ
  - マルイチ - 18時台の特集コーナー。17時前頃には概要をまとめたショートバージョンが放送される。
  - Love baby（Y）
- 月曜日
  - 月曜LIVE! 葉月のイマココ
  - ララスマイル（Y）
  - Get's V （L） - V・ファーレン長崎の試合結果を中心に伝えるコーナー。『ヨジマル!』では同様のコーナーとして「Vマル」が放映されていたが、『マルっと!』では『KTN Live News it!』でのコーナータイトルが継承された。なお、J2リーグの試合翌日で他の曜日でも設けられたり、反対に、J2リーグの試合が無い場合は月曜日であっても放送されないことがある。
  - キレイのミカタ ※月1回放送
- 火曜日
  - ひろすけじるし 長崎遺産
  - お役立ち よかよーごはん
- 水曜日
  - 大原さんのてくてく御朱印さんぽ
  - シネマルっと! - 2021年3月までは木曜日に放送されていたが、同年4月より水曜日へ移動
  - #今色コーデ ※月1回放送
- 木曜日
  - コレイチ!夢彩都（Y）
  - 長崎王!キミちゃんぴおん
- 金曜日
  - いち推し!レコメンド
  - マジめし!
- その他
  - シャボン日和 ※月1回・不定期放送

### 過去に放送されたコーナー
- 全曜日
  - マルっと!天気 - 16時台・17時台・18時台それぞれに設けられ、16時台と17時台はリポーターが、18時台は報道部の女性アナウンサーがそれぞれ担当していた。2021年4月の番組リニューアルに伴い、天気コーナーは「長崎天気 コージエン」へ継承
  - ニュースマルっと!新聞一気見せ - サブコーナーとして「ニュース一本釣り」があり、火曜日は「ママ侍（Y）」に置き換わっていた
  - キカク - 月曜日は「パワスポ（L）」に置き換わる。2021年4月の番組リニューアルに伴い、18時台の特集コーナーは「マルイチ」へ継承
  - ミカタ
- 月曜日
  - 広助のまたたび道中記（Y）
  - コーセービューティーカレッジ（Y） ※月1回放送 - 2021年4月より「キレイのミカタ」へコーナータイトルを変更
- 水曜日
  - マルっと!レシピ - 料理コーナーは2021年4月より火曜日へ曜日移動され、「お役立ち よかよーごはん」へコーナータイトルを変更
- 木曜日
  - DJマークのここマーク
- 金曜日
  - お買い得情報 かわち家特売日
- その他
  - 優しい暮らしハジマル